# August Falck (1843–1908)
Pehr Johan August Falck, född 15 februari 1843 i Stockholm, död där 26 september 1908, var en svensk skådespelare och regissör.
August Falck började sin bana som skådespelare 1865 i den till teater inrättade Davidsons Norra Paviljong. Han var sedan i tre år knuten till olika kringresande sällskap och 1869–1870 till Mindre teatern. 1870 blev han anställd hos Wilhelm Åhman, hos vilken han stannade till dess sällskapet 1874 upplöstes. En stor del av sällskapet med August Falck gick då över till det sällskap som Edvard Stjernström samlat krig sig för den nybyggda Nya teatern. Här arbetade han som skådespelare, andre regissör, sekreterare och ekonom till våren 1887. Under följande säsong var han en av ledarna för en grupp som då hyrde teatern. 1888–1907 var Falck kamrerare vid Dramatiska teatern. August Falck specialiserade sig främst på komiska roller, som Pihlén i Det skadar inte, Knipperdollingk i Mäster Olof och borgmästaren i Lycko-Pers resa. Han administrativa förmåga kom att uppskattas i de teaterföretag han var med att organisera. Han rönte även uppskattning som förste kamrer i Svenska teaterförbundet där han lade ned en pionjärinsats och var en av dess Stiftare. Han blev också utnämnd till riddare av Vasaorden .